# The Fake Sound of Progress (singel)
"The Fake Sound of Progress" jest drugiem singlem z debiutanckiego albumu Lostprophets Thefakesoundofprogress. Teledysk kręcony był w Las Vegas, Nevada, i cieszył się mniejszą uwagą, niż pierwszy singel zespołu – "Shinobi vs. Dragon Ninja."

## Lista utworów

### C.D. 1
1. The Fake Sound of Progress
2. Happy New Year, Have a Good 1985 (demo)
3. View to a Kill (cover)

### C.D. 2
1. The Fake Sound of Progress
2. Shoulder to the Wheel (cover)
3. Need You Tonight (cover)

### Winyl
1. The Fake Sound Of Progress
2. Happy New Year, Have A Good 1985 (demo)